# Дан устава у Шпанији
Дан устава у Шпанији, који се прославља сваког 6. децембра, проглашен је државним празником и самим тим представља и нерадни дан. Шпанци су 6. децембра 1978. године на референдуму изгласали усвајање Шпанског устава, који је и даље на снази. Потом је Краљевским декретом 2964/1983 из новембра 1983. одлучено да се тај датум прославља као национални празник: „Како би се прикладно прославила годишњица дана када је шпански народ ратификовао Устав путем референдума, Влада је сматрала пригодним усвојити одређене мере које ће водити ка том циљу.”

## Комеморативни догађаји
Током 6. децембра, државна управа и оружане снаге прослављају Дан устава различитим комеморативним акивностима. 